# Aleksandra Vinogradova
Aleksandra Viatcheslavovna Vinogradova (en russe : Александра Вячеславовна Виноградова) est une ancienne joueuse de volley-ball russe née le 11 avril 1988. Elle mesure 1,75 m et jouait au poste de libero. Elle a totalisé 22 sélections en équipe de Russie.

## Clubs
| Club                | De        | À         |
| ------------------- | --------- | --------- |
| Dinamo Moscou       | 2008-2009 | 2008-2009 |
| Dynamo-Yantar       | 2009-2010 | 2009-2010 |
| Zaretchie Odintsovo | 2010-2011 | 2013-2014 |

## Palmarès

### Équipe nationale
- Championnat d'Europe des moins de 18 ans
  - Finaliste: 2005.
- Championnat du monde des moins de 18 ans
  - Finaliste: 2005.

### Clubs
- Championnat de Russie
  - Vainqueur : 2009.
- Challenge Cup
  - Vainqueur : 2014.

### Distinctions individuelles
- Championnat d'Europe féminin de volley-ball des moins de 18 ans 2005: Meilleure libero.